# Jesús Fernández Alonso
Jesús Fernández Alonso (Anleo, Navia; 1 de marzo del 2000) es un futbolista español que juega como defensa central o centrocampista en el CE Sabadell de la Primera División RFEF.

## Trayectoria
Nacido en Anleo, se forma en las canteras del Sporting de Gijón y CD Lugo. Debuta con el filial lucense el 25 de agosto de 2019 al partir como titular en una derrota por 1-0 frente al Arosa SC en la Tercera División, y su primer gol no llega hasta el 5 de diciembre de 2020 en una goleada por 1-4 frente al Deportivo Fabril. El siguiente 12 de julio se oficializa su renovación con el club por 2 temporadas.
Logra debutar con el primer equipo el 27 de agosto de 2022 al partir como titular en una victoria por 1-0 frente al CD Leganés en la Segunda División de España.
El 29 de enero de 2024, firma por el CE Sabadell de la Primera División RFEF, cedido por la SD Ponferradina hasta el final de la temporada.

## Clubes
Actualizado al último partido disputado el 12 de octubre de 2022.
| Club                 | País   | Año         | Partidos | Goles |
| -------------------- | ------ | ----------- | -------- | ----- |
| Polvorín FC          | España | 2019-2023   | 73       | 3     |
| CD Lugo              | España | 2022-2023   | 6        | 0     |
| SD Ponferradina      | España | 2023-Act.   |          |       |
| CE Sabadell (cedido) | España | 2024 - act. |          |       |